# 法雷爾山

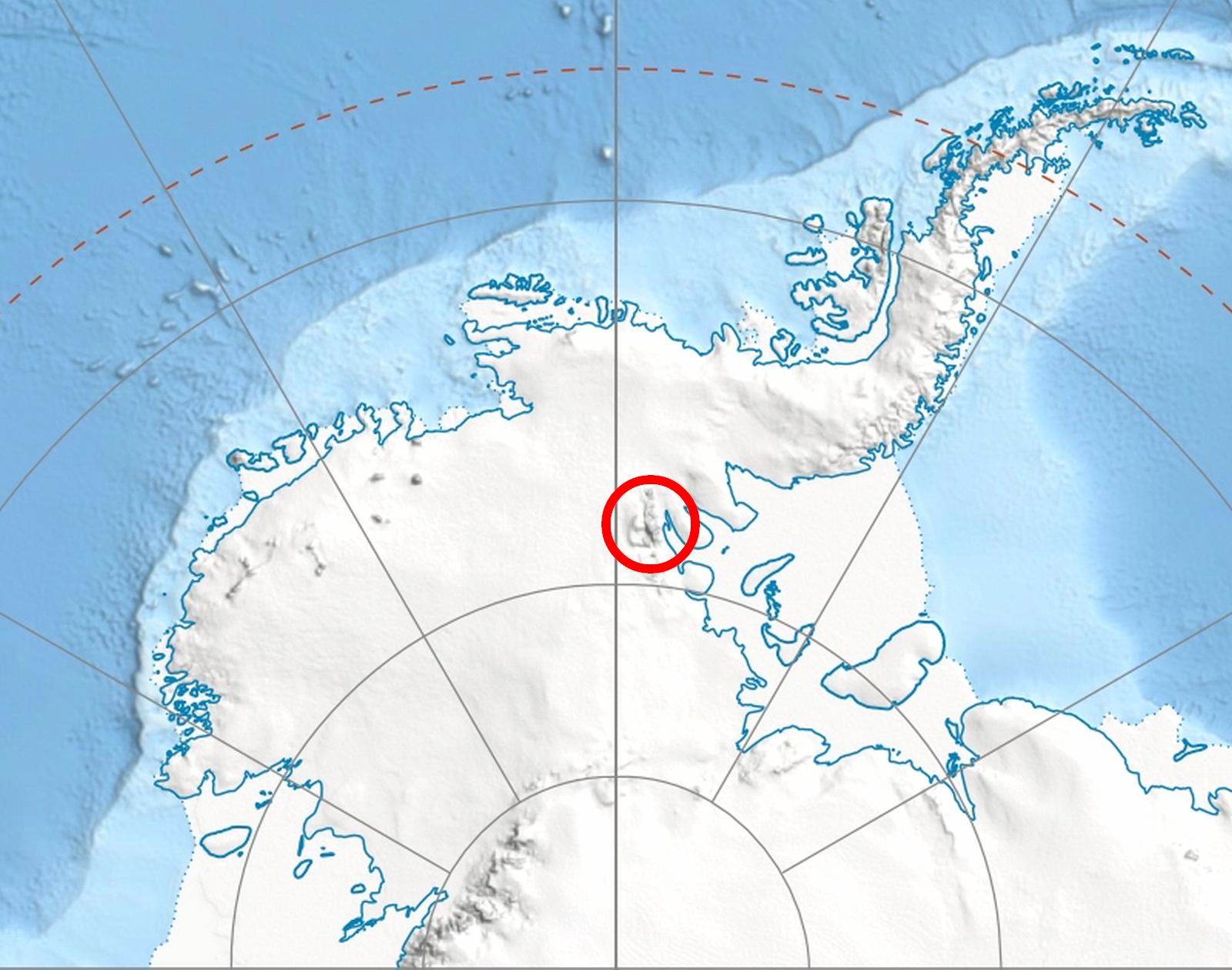

法雷爾山是南極洲的山峰，位於埃爾斯沃思地，處於埃爾斯沃思山脈的森蒂納爾嶺，在希爾山以東24公里，海拔高度超過2,600米，現時由南極條約體系管理。

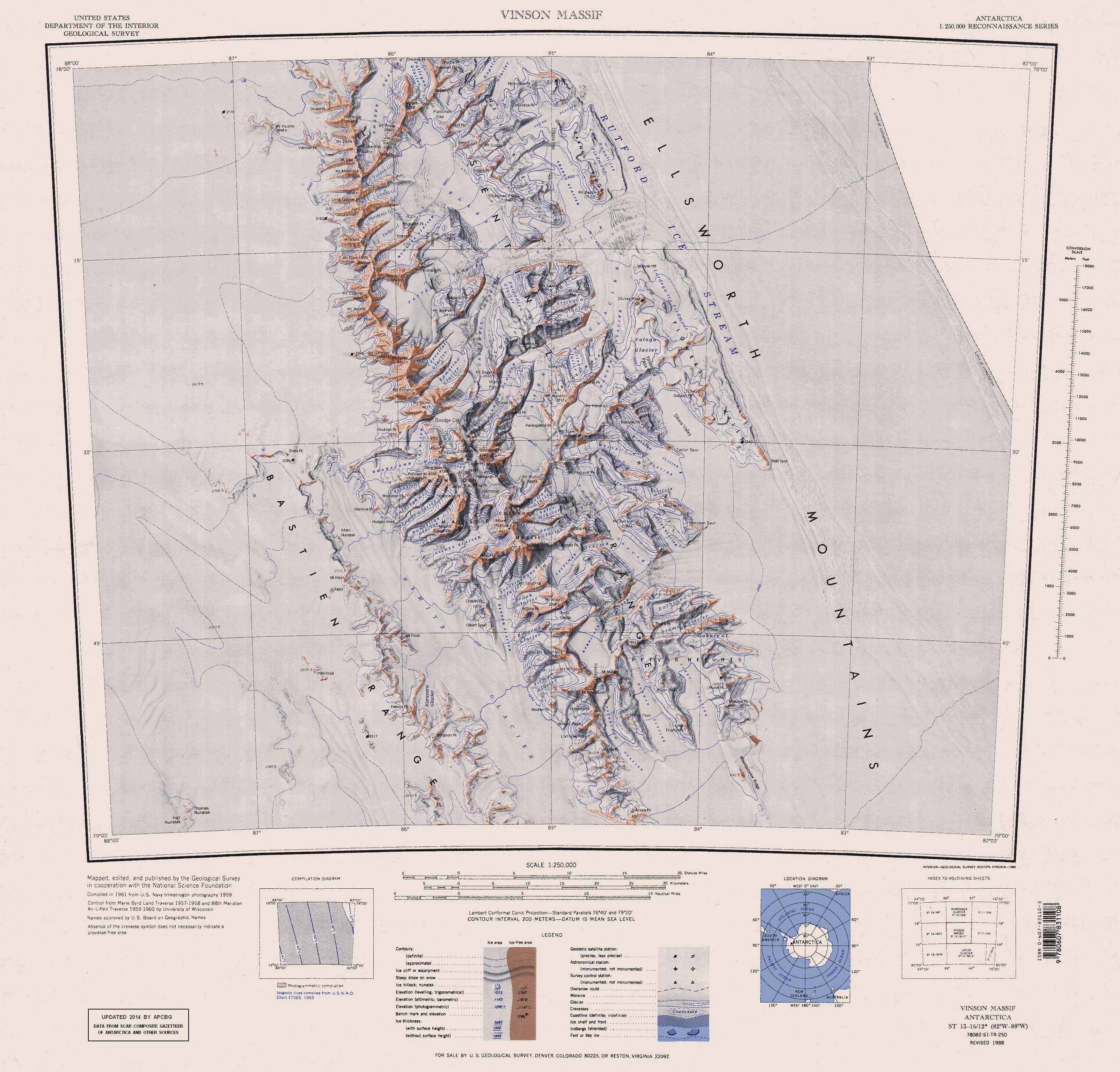

78°21′S 85°3′W / 78.350°S 85.050°W